# Manuel Ibarra
Manuel Francisco Ibarra Valdéz (* 18. November 1977 in Graneros) ist ein ehemaliger chilenischer Fußballspieler. Der Außenverteidiger gewann mit der U-23 Chiles die Bronzemedaille bei den Olympischen Spielen 2000.

## Karriere

### Verein
Manuel Ibarra, auch bekannt unter dem Namen Caté, gab sein Debüt 1995 bei Coquimbo Unido. Er spielte noch bei Santiago Morning, Deportes Melipilla, Universidad de Chile, CD Cobresal, Unión Española und Audax Italiano, wo er seine Karriere 2008 beendete. Mit Universidad de Chile gewann Ibarra die Meisterschaft der Apertura 2004. Bei den Fans war er sehr beliebt, jedoch gab es häufiger Differenzen mit den Klubverantwortlichen. Neben dem Fußball boxte er und nahm nach seiner Karriere an The Voice Chile teil.

### Nationalmannschaft
Im Jahr 2000 gewann Manuel Ibarra mit der chilenischen Olympiaauswahl die Bronzemedaille bei den Olympischen Sommerspielen in Sydney. Für die A-Nationalmannschaft spielte Manuel Ibarra nie.

## Erfolge
Universidad de Chile
- Chilenischer Fußball-Meister: 2004-A

Chile
- Olympische Spiele 2000: Bronze